# Streepzaadroest
De streepzaadroest (Puccinia praecox) is een schimmel behorend tot de familie Pucciniaceae. Biotrofe parasiet die spermogonia, aecia, uredinia en telia vormt op de bladeren van Streepzaad (Crepis).

## Kenmerken
Van Puccinia major (nog niet bekend van Nederland) uitsluitend te onderscheiden op basis van de chocoladebruine (en niet kaneelkleurige) uredinia. Het onderscheid met Puccinia major is alleen relevant voor vondsten op Moerasstreepzaad (Crepis paludosa, de enige waardplant van Puccinia major). 
Van Puccinia crepidicola (nog niet bekend van Nederland) te onderscheiden door de lange teliosporen (tot 49 µm; en niet 30-36 µm lang) en de brede urediniosporen (19-30 µm; en niet 18-21 µm).

## Verspreiding
Streepzaadroest is een Europese soort. In Nederland komt hij uiterst zeldzaam voor.